# Virgile Gaillard
René Paul Virgile Gaillard (París, 28 de juliol de 1877 – ?) va ser un futbolista francès que va prendre part en els Jocs Olímpics de París de 1900, on guanyà la medalla de plata com a membre de la selecció francesa, representada per la Union des sociétés françaises de sports athlétiques.